# 洪洋
洪洋（1964年7月—），男，回族，宁夏同心人，中华人民共和国政治人物，现任宁夏回族自治区政协副主席，第十三届全国政协委员。